# Calilena arizonica
Calilena arizonica är en spindelart som beskrevs av Chamberlin och Ivie 1941. Calilena arizonica ingår i släktet Calilena och familjen trattspindlar. Inga underarter finns listade.